# Anneliese Dodds
Pour les articles homonymes, voir Dodds.
Anneliese Dodds, née le 16 mars 1978 à Aberdeen, est une femme politique britannique, membre du Parti travailliste (Labour). Elle est présidente du Parti travailliste de mai 2021 à juillet 2024, et Ministre d'État au développement et Ministre d'État aux Femmes et aux Égalités dans le gouvernement de Keir Starmer du 6 juillet 2024 au 28 février 2025.

## Jeunesse et formations
Dodds est née à Aberdeen, en Écosse, avant de déménager dans le sud-est de l'Angleterre en 1996. Elle étudie la philosophie, la politique et l'économie au St Hilda's College, à Oxford, pour lesquelles elle est diplômée en 2001,. Elle obtient ensuite une maîtrise en politique sociale à l'Université d'Édimbourg et un doctorat en administration publique à la London School of Economics, qu'elle termine en 2006.
Elle est maîtresse de conférences en politique publique au King's College de Londres de 2007 à 2010, et maîtresse de conférences en politique publique à l'Université d'Aston de 2010 à 2014.

## Carrière politique
Dodds se présente, sans succès, dans la circonscription de Billericay lors des élections générales de 2005 et dans la circonscription de Reading East lors des élections générales de 2010. Elle échoue également aux élections du conseil municipal d'Oxford en 2006 pour le quartier d'Holywell.
Dodds est élue députée européenne pour la région du sud-est de l'Angleterre en 2014. Au Parlement européen, elle siège à la commission des affaires économiques et monétaires.
Dodds est élue députée d'Oxford Est lors des élections générales du 8 juin 2017. Le 3 juillet 2017, elle est nommée ministre du Trésor de l'ombre par le leader travailliste Jeremy Corbyn. Elle est Chancelier de l'Échiquier du cabinet fantôme du 5 avril 2020 au 9 mai 2021 puis Secrétaire d'État pour les femmes et les égalités du cabinet fantôme depuis le 21 septembre 2021. Elle occupe le poste de Ministre d'État aux Femmes et aux égalités ainsi que le poste de Ministre d'État au Développement dans le gouvernement Starmer en juillet 2024. Elle démissionne le 28 février 2025, protestant contre la réduction de l'aide internationale au profit d'un renforcement du budget de la défense.

## Résultats électoraux
Élections générales britanniques de 2019 — Oxford East
| Parti politique         | Parti politique         | Nom                       | Voix   | %       | ±%   | Maj.   |
| ----------------------- | ----------------------- | ------------------------- | ------ | ------- | ---- | ------ |
|                         | Travailliste            | Anneliese Dodds (sortant) | 28 135 | 57 %    | −8,2 | 17 832 |
|                         | Conservateur            | Louise Staite             | 10 303 | 20,87 % | −1,1 |        |
|                         | Libéraux-démocrates     | Alistair Fernie           | 6 884  | 13,95 % | 4,8  |        |
|                         | Vert                    | David Williams            | 2 392  | 4,85 %  | 1,5  |        |
|                         | Brexit                  | Roger Carter              | 1 146  | 2,32 %  | 2,3  |        |
|                         | Indépendant             | David Henwood             | 238    | 0,48 %  | 0,5  |        |
|                         | Indépendant             | Chaka Artwell             | 143    | 0,29 %  | 0,3  |        |
|                         | Indépendant             | Phil Taylor               | 118    | 0,24 %  | 0,2  |        |
| Total des votes valides | Total des votes valides | Total des votes valides   | 49 359 | 100 %   |      |        |
| Électeurs inscrits      | Électeurs inscrits      | Électeurs inscrits        | 77 947 |         |      |        |